# Ioánnis Vrettós
Ioánnis Vrettós (en grec moderne : Ιωάννης Βρεττός) est un athlète grec, originaire de Chalándri.
Il a notamment participé le 10 avril 1896 à l'épreuve du marathon des Jeux olympiques d'Athènes où, sur dix-sept coureurs engagés, il finit quatrième. 
Il avait auparavant été sélectionné grâce à sa seconde place derrière Ioánnis Lavréntis au deuxième marathon de qualification tenu le 24 mars 1896, en 3 h 12 min 30 s.